# 1876 na música

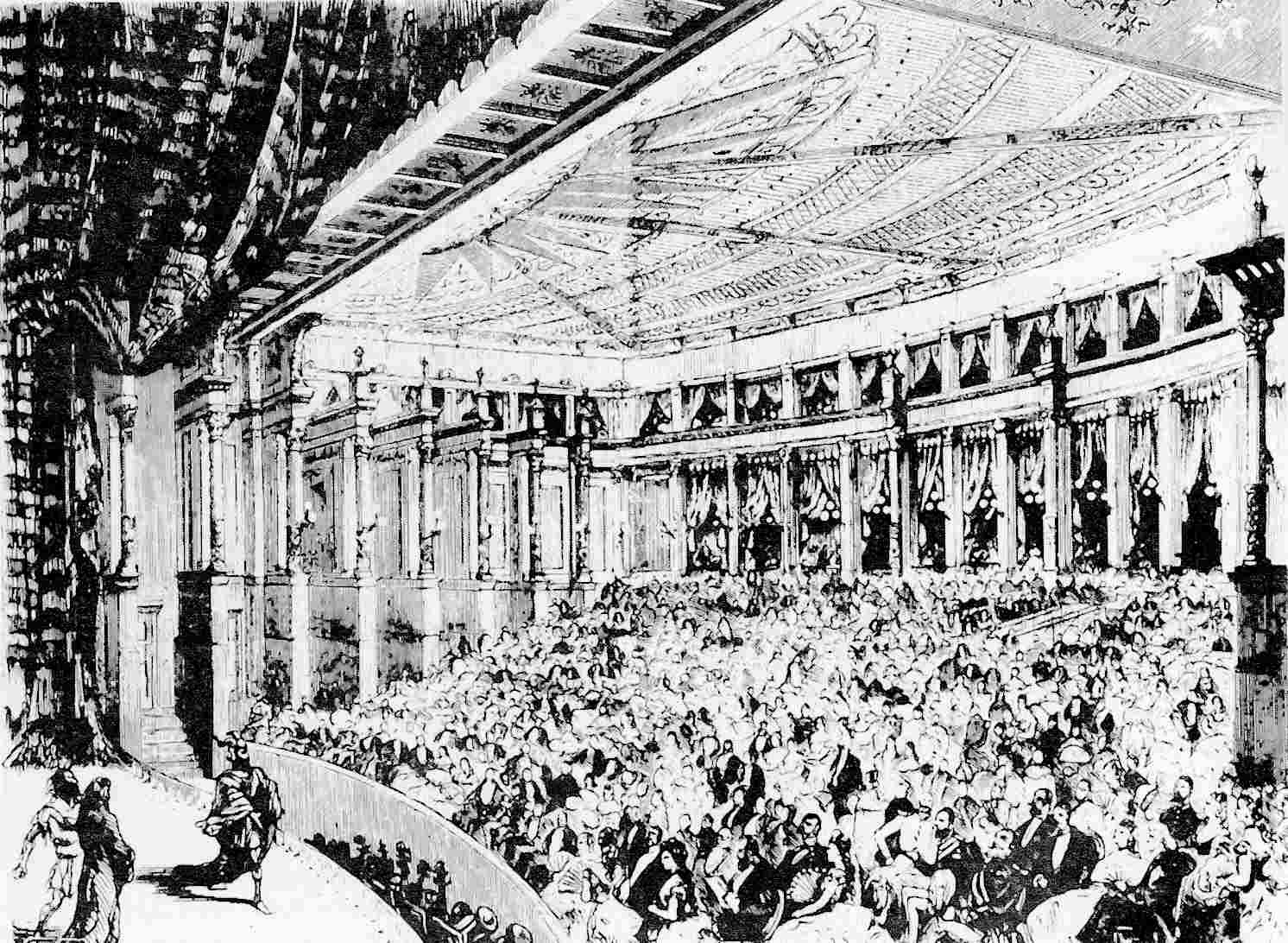
Interiors of opera houses in art, Music in 1876

## Nascimentos
| Data           | Nome                 | Profissão  | Nacionalidade | Observações | Ref |
| -------------- | -------------------- | ---------- | ------------- | ----------- | --- |
| 11 de Dezembro | Mieczysław Karłowicz | compositor | Império Russo | m. 1909     |     |

## Mortes
| Data        | Nome                  | Profissão               | Nacionalidade          | Observações | Ref |
| ----------- | --------------------- | ----------------------- | ---------------------- | ----------- | --- |
| 28 de Junho | August Wilhelm Ambros | compositor e musicólogo | Império Austro-Húngaro | n. 1816     |     |